# VK Hawierzów
VK Hawierzów – czeski klub siatkarski z Hawierzowa. Założony został w 1955. Od sezonu 2009/2010 występuje w najwyższej klasie rozgrywek klubowych w Czechach.

## Historia
- 1985 – zmiana nazwy klubu na Důl Gottwald HorníSuchá
- 1989 – awans do II ligi; zmiana nazwy klubu na Důl ČSM Stonawa
- 1989–1994 – rozgrywki w II lidze i nowo powstałej III lidze
- 1994 – awans do II ligi
- 1995 – awans do I ligi
- 1999 – przegrane baraże z Danzas Ostrawa o Extraligę
- 2000 – zmiana nazwy klubu na ČSM Stonawa; ze względów finansowych rezygnacja z rozgrywek
- 2001 – zmiana nazwy klubu na SKV Hawierzów
- 2002 – awans do II ligi
- 2004 – awans do I ligi
- 2009 – awans do Extraligi

## Rozgrywki międzynarodowe
Klub VK Hawierzów nie występował dotychczas w rozgrywkach międzynarodowych.

## Medale, tytuły, trofea
- Międzynarodowy Turniej Siatkarski Beskidy:  (2009)

## Kadra w sezonie 2009/2010
| Nr | Imię i nazwisko  | Data ur. | Wzrost | Pozycja      |
| -- | ---------------- | -------- | ------ | ------------ |
| 2  | Tomáš Plichta    | 1980     | 195    | przyjmujący  |
| 3  | Petr Dohnal      | 1983     | 176    | libero       |
| 5  | Václav Kotas     | 1983     | 200    | środkowy     |
| 6  | Radomír Neusser  | 1979     | 198    | przyjmujący  |
| 7  | Ivan Duda        | 1979     | 196    | rozgrywający |
| 8  | Martin Kadlc     | 1985     | 189    | rozgrywający |
| 9  | Filip Kramár     | 1984     | 196    | uniwersalny  |
| 10 | Vladimír Katona  | 1984     | 197    | uniwersalny  |
| 11 | Pavel Srkal      | 1983     | 198    | środkowy     |
| 12 | Miroslav Svoboda | 1979     | 196    | przyjmujący  |
| 13 | Jakub Zvolánek   | 1971     | 194    | przyjmujący  |
| 16 | Tomáš Široký     | 1982     | 196    | środkowy     |